# مایلز مالسون
مایلز مالسون (انگلیسی: Miles Malleson؛ ‏ ۲۵ مهٔ ۱۸۸۸ – ۱۵ مارس ۱۹۶۹) بازیگر و فیلم‌نامه‌نویس اهل بریتانیا بود.
از فیلم‌ها یا برنامه‌های تلویزیونی که وی در آن نقش داشته است، می‌توان به دنیای سیرک، صحنه وحشت، شبح اپرا و شهر ترانه اشاره کرد.